# Neodasys chaetonotoideus
Neodasys chaetonotoideus är en djurart som tillhör fylumet bukhårsdjur, och som beskrevs av Adolf Remane 1927. Neodasys chaetonotoideus ingår i släktet Neodasys och familjen Neodasyidae. Arten är reproducerande i Sverige. Inga underarter finns listade i Catalogue of Life.